# FC Alga Bishkek
El FC Alga Bishkek (del ruso: «Алга» Бишкек) es un club de fútbol de la ciudad de Biskek en Kirguistán. El club fue fundado en 1947 como Zenit y disputa sus partidos como local en el estadio Dinamo. Actualmente milita en la Liga de fútbol de Kirguistán, la liga de fútbol más importante del país.

## Historia
Fue fundado en el año 1947 en la capital Biskek con el nombre FC Zenit Frunze. Ha sido campeón de liga en cinco ocasiones y ha sido campeón de Copa ocho veces en nueve finales jugadas. El equipo fue disuelto en el año 2005 por problemas financieros, pero regresó con su nombre actual en 2010.

### Nombres utilizados
- 1947-50: Fundado como FC Zenit Frunze.
- 1950-53: FC Trudovye Rezervy Frunze.
- 1953-55: FC Iskra Frunze.
- 1955-61: FC Spartak Frunze.
- 1961-92: FC Alga Frunze.
- 1992-93: FC Alga Bishkek.
- 1993-94: FC Alga-RIIF Bishkek.
- 1994-96: FC Alga Bishkek.
- 1996-98: FC Alga-PVO Bishkek.
- 1998-2004: FC SKA-PVO Bishkek.
- 2004-05: FC SKA-Shoro Bishkek.
- 2005: Disuelto.
- 2010-hoy: Reactivado como FC Alga Bishkek.

## Palmarés
- Liga de fútbol de Kirguistán: 5

1992, 1993, 2000, 2001, 2002
- Copa de Kirguistán: 8

1992, 1997, 1998, 1999, 2000, 2001, 2002, 2003

## Participación en competiciones de la AFC
A nivel internacional ha participado en 1 torneo continental, en la Copa de Clubes de Asia del año 1995, donde fue eliminado en la Ronda Clasificatoria.
- Copa de Clubes de Asia: 1 aparición

1995 - Ronda Clasificatoria

## Entrenadores
- Artyom Falyan (1972)
- Boris Podkorytov  (1972)
- Alexander Kochetkov (1984)
- Vyacheslav Solovyov (1991)